# Zhou-Dynastie

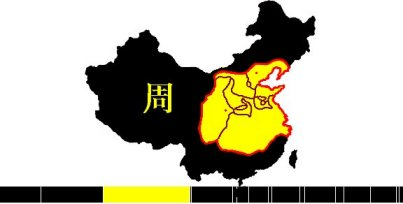
Gebiet der Zhou-Dynastie

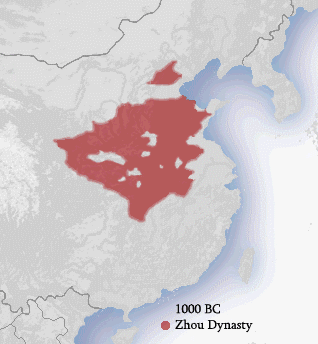
Gebiet der Westlichen Zhou-Dynastie (1122/1045–770 v. Chr.)

Die Zhou-Dynastie (chinesisch 周朝, Pinyin Zhōucháo, W.-G. Chou) wird in eine westliche Dynastie mit der Hauptstadt Zongzhou/Hao (zirka 1122/1045–770 v. Chr.) und in eine östliche Dynastie mit der Hauptstadt Chengzhou bei Luoyang (770–256 v. Chr.) unterteilt. Die Verlegung der Hauptstadt folgte dem Einfall von Nomaden, die 771 den König You töteten und die alte Hauptstadt plünderten.
Die Zhou-Dynastie folgte zeitlich auf die Shang-Dynastie und wurde von der Qin-Dynastie abgelöst.

## Zur Chronologie
Eine andere traditionelle Einteilung bezieht sich auf die Existenz von Reichsannalen im Herzogtum Lu für die Jahre 722–481 v. Chr., nach denen man in eine Periode der Frühlings- und Herbstannalen (770–476 v. Chr.) und in die nachfolgende Zeit der Streitenden Reiche (476–221 v. Chr.) unterscheidet. Diese Einteilung steht alternativ zur „Zeit der späten/östlichen Zhou“.
Die historische Datierung ist bis 841 v. Chr. unklar. Erst für die folgende Zeit beginnt der Historiker Sima Qian (145–84 v. Chr.) mit einer allgemein akzeptierten Datierung. Aus diesem Grunde gibt es beispielsweise heute noch verschiedene Jahresangaben für die Errichtung der Westlichen Zhou. Die beiden traditionellen Daten dafür sind 1122 v. Chr. und 1111 v. Chr., aber in der jüngeren Zeit tendiert man aufgrund neuer Untersuchungen der Zhou-Bronzeinschriften und der Bambusannalen zu einem späteren Zeitpunkt, etwa 1050 v. Chr. bis 1045 v. Chr. Letzteres sind auch die offiziell sanktionierten Angaben der Volksrepublik, die durch das Xia-Shang-Zhou-Projekt festgelegt wurden. Die generelle Unsicherheit beim Umgang mit allen Jahresangaben in der Frühzeit der Zhou sollte für die folgenden Datumsangaben beachtet werden.

## Die frühen/westlichen Zhou
Die Abstammung der Dynastie wird auf einen Ackerbauminister des mythologischen Kaisers Shun zurückgeführt, der ein Lehen in Shaanxi erhielt. Sein Nachkomme Dan-fu  wurde Herzog von Zhou, und dessen Urenkel Fa alias König Wu stürzte die Shang- bzw. (genauer) Yin-Dynastie.
Der letzte Yin-König Zhouxin (1154–1122 v. Chr.) war ein Tyrann, dem diverse Grausamkeiten nachgesagt werden. Darüber hinaus sperrte er den Zhou-Herzog Chang (postum: Wen Wang, Zhōu Wén Wáng 周文王) zwei Jahre lang ein, bis dessen Verwandte mit allerlei Geschenken die Freilassung erwirken konnten. In der Gefangenschaft soll Chang die Trigramme Fu Xis studiert und sogar mit dem I-Ging begonnen haben. Nachdem Chang aufgrund der schwierigen Lage wieder in sein Amt eingesetzt wurde, hinterließ er seinem Sohn Fa die Weisung zum Sturz der Yin.
Der König Zhouxin verlor unterdessen viele Anhänger und musste sich mit den Huai-Barbaren auseinandersetzen, was Fa zum Einmarsch in Henan ausnutzte. Er schlug Rebellen in unmittelbarer Nähe der Hauptstadt, was jedem die Machtverhältnisse im Reich offenbarte und zum allgemeinen Aufstand führte. In der Schlacht von Muye (Streitwagen, Fußvolk) wurde König Zhouxin von Herzog Fa alias König Wu (reg. 1122–1117 v. Chr.) geschlagen, woraufhin er Selbstmord beging, indem er sich mitsamt dem Palast Lu Tai (chin. 鹿台) in Brand setzte.
Die Zhou-Herrschaft blieb zunächst unsicher. Diverse Barbarenstämme unterwarfen sich, und zwar die I-Barbaren an der Küste im Osten, die unter dem Begriff Man-Barbaren zusammengefassten Bewohner im Süden und die Lü-Barbaren im Westen. Zongzhou/Hao im Wei-Tal (Provinz Shaanxi) wurde zur Hauptstadt. Zahlreiche Erben von namhafter Herkunft wurden als Lehnsherren eingesetzt – und erhoben sich bei erster Gelegenheit. Der neue Zhou-König Cheng (reg. 1115–1078 v. Chr.) blieb jedoch mit Hilfe des Regenten Dan (seines Onkels, saß in Lu in Shandong) und seines Sohnes Bo-kin siegreich. Unter König Cheng wurde eine Reichsverfassung eingeführt, auch soll das erste Kupfergeld gegossen worden sein.
König Chao (1052–1001 v. Chr.) führte wiederholt Kriegszüge gegen die Barbaren im Yangtse-Gebiet und scheint auf dem letzten ertrunken zu sein. König Mu (1001–946 v. Chr.) führte ein neues Strafgesetzbuch ein, welches beinhaltete, dass man sich von Leibesstrafen loskaufen (und so die Staatskassen füllen) konnte. Mu setzte sich zudem mit den Quanrong (d. h. Hunde-)Barbaren im Nordwesten auseinander und bemühte sich der Überlieferung zufolge, bis zum Tarimbecken vorzustoßen. Es handelt sich hier um eine Zeit der Expansion und Kolonisation in alle Richtungen. Mu soll auch Xi Wang Mu besucht haben.
Aus der Zeit der folgenden vier Herrscher wird nichts Wesentliches berichtet, abgesehen von der Gründung des Herzogtums Qin 936 v. Chr.
Der fünfte Nachfolger von König Mu, König Li (878–827 v. Chr.), war ein Tyrann, der ebenfalls erfolglos vierzehn Armeen gegen die Barbaren im Süden und Südosten führte. Als Li von einer Revolte aus der Hauptstadt gejagt wurde, rettete der Herzog von Zhao seinen Sohn. Dieser, König Xuan (827–782 v. Chr.), wurde im Exil zum König ernannt und musste die Nachbarn im Norden zurückhalten, besonders die Jiangrong- und Quanrong-Barbaren (letztere auch: Yanyun), die möglicherweise schon ein Reitervolk waren. Dem gegen Ende seines Lebens bösartig und lasterhaft gewordenen Xuan folgte sein Sohn You (781–771 v. Chr.), der durch eine ebensolche Haltung sämtliche Unterstützung im Reich verlor.
König You fand keine Hilfe, als die Quanrong aus dem Nordwesten Shaanxi angriffen. Er wurde getötet und die Hauptstadt Hao geplündert.

## Die späten/östlichen Zhou

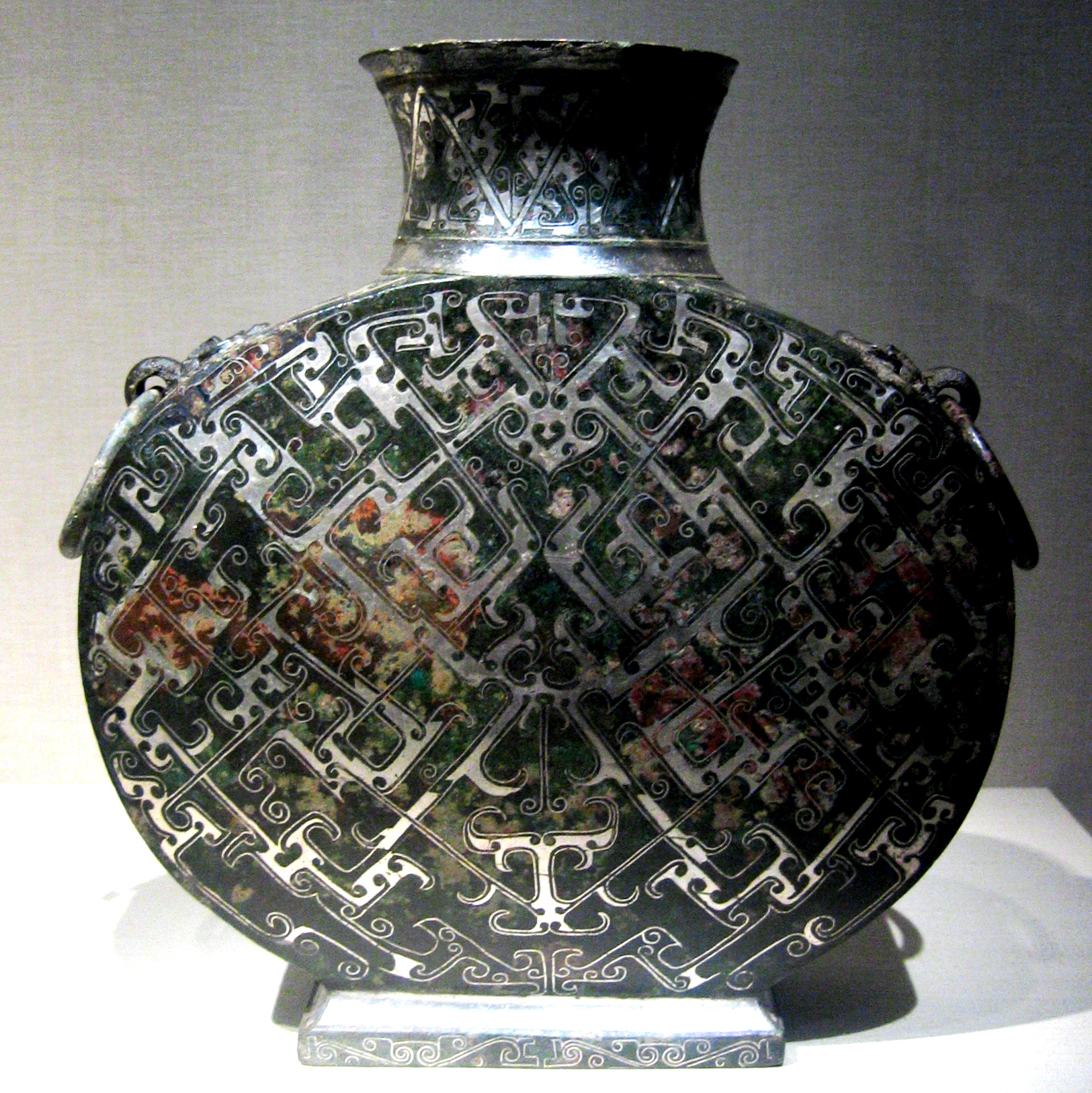
Silberne und bronzene Flasche aus der Zhou-Zeit

Ein Heer der Lehnsherren vertrieb dann die Barbaren und der neue König Ping (770–719 v. Chr., Sohn des König You) verlegte die Hauptstadt nach Chengzhou bei Luoyang (Provinz Henan), um sich vor weiteren Angriffen zu schützen. Xiang von Qin deckte seinen Rückzug und wurde dafür von König Ping mit alten Kernländern der Zhou belehnt. An diesem Punkt begann der Aufstieg des Staates Qin als Grenzschützer des chinesischen Kernlands im Nordwesten. Im Norden dehnte sich der Staat Jin aus, im Nordosten der Staat Qi. Während die Fürstentümer der genannten Grenzländer an der Peripherie wuchsen, blieb das chinesische Kernland selbst unterteilt in die Lehenstümer der alteingesessenen Fürsten.
Als Zhuang von Zheng, der Herrscher von Zheng, eine aus Sicht des Zhou-Königs Huan (719–696 v. Chr.) unangemessen große Macht erlangt hatte, wollte Huan Zheng in die Schranken weisen. Nach Huans Niederlage im Jahr 707 v. Chr., bei der der König zudem verletzt wurde, war seine Autorität jedoch endgültig zerschlagen. Wenige Jahre darauf nahm Wu von Chu, Fürst im mächtigen südlichen Chu, ebenfalls den Königstitel (Wang) an, da sein Titel bei Hofe („Vizegraf“) im Umgang mit den eigenen Vasallen und den barbarischen Königreichen des fernen Südchina demütigend war. Chu bildete in der Folgezeit als zunächst noch unterentwickeltes Grenzland im Süden den mächtigen Gegenpol zu den nördlichen Grenzländern Qin, Jin und Qi, welche auf der Seite des Zhou-Hofs standen und in Chu die Bedrohung der alten Lehensordnung sahen – allerdings auch der eigenen Unabhängigkeit vom Königshof. Sehr bald waren die Zhou nur noch ein Machtfaktor unter vielen, und ab ungefähr 450 v. Chr. nur noch von kulturell-zeremonieller Bedeutung.
Die Konflikte zwischen den mächtigsten Fürsten des Zhou-Reiches, welche miteinander in wechselnden Bündnissen um die Vorherrschaft (Hegemonie) kämpften, waren zugleich aber auch die Kulisse einer Epoche von grundlegenden Neuerungen in Wirtschaft, Kultur und Philosophie, in der sich Konzepte wie Zentralisierung, Staatsmonopole und die Schulen des Konfuzianismus und Taoismus entwickelten. Zeitgenössische Autoren beklagten in der Zeit der Frühlings- und Herbstannalen sowie danach in der Zeit der Streitenden Reiche allerdings eher eine Verwahrlosung der Sitten sowie Verrat, Meuchelmord, Bürgerkrieg und Angriffe von Barbaren. Die längst entmachtete (östliche) Zhou-Dynastie wurde 256 v. Chr. durch die Qin-Dynastie beseitigt.

## Staat und Wirtschaft, Veränderungen/Entwicklungen

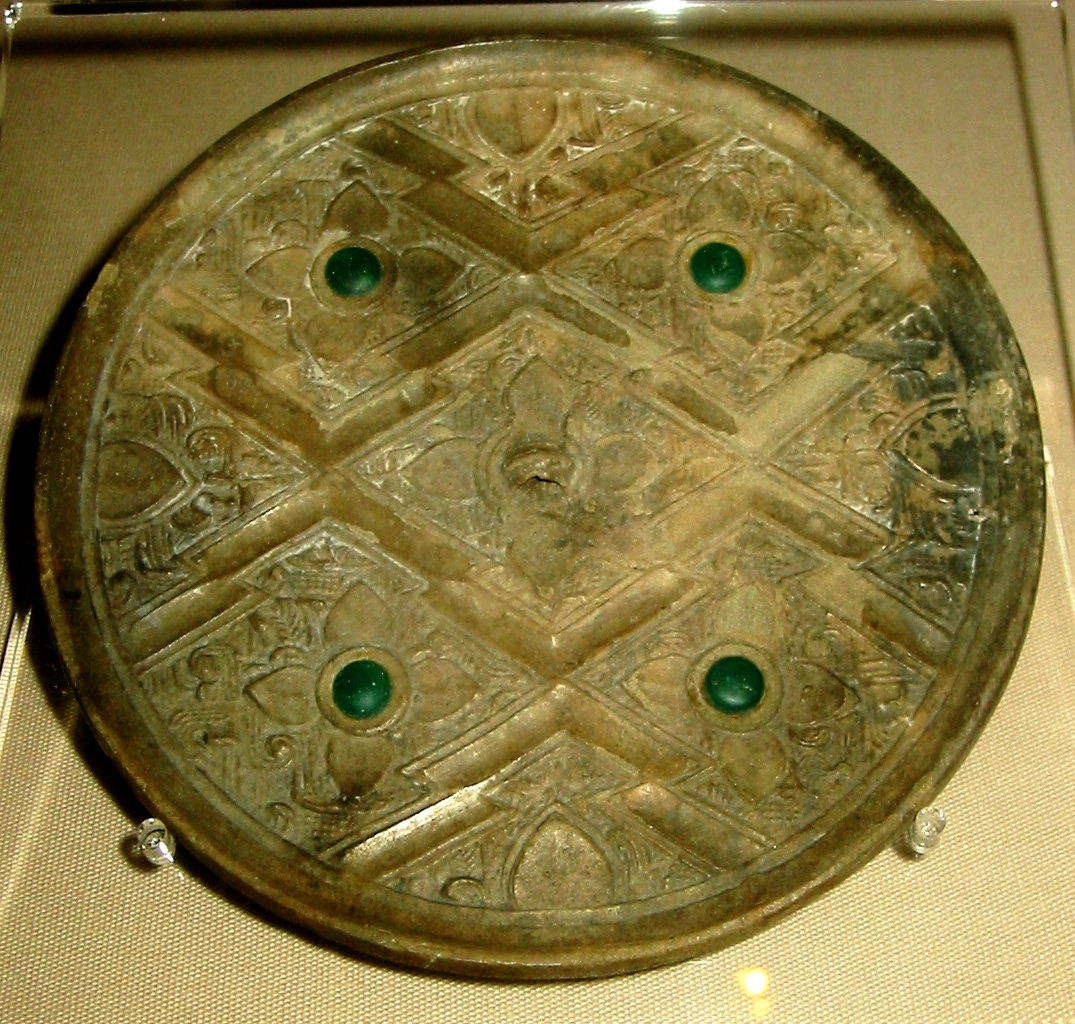
Bronzespiegel der späten Zhou-Zeit 300–200 v. Chr., angeblich mit griechisch-baktrischem Gestaltungseinfluss

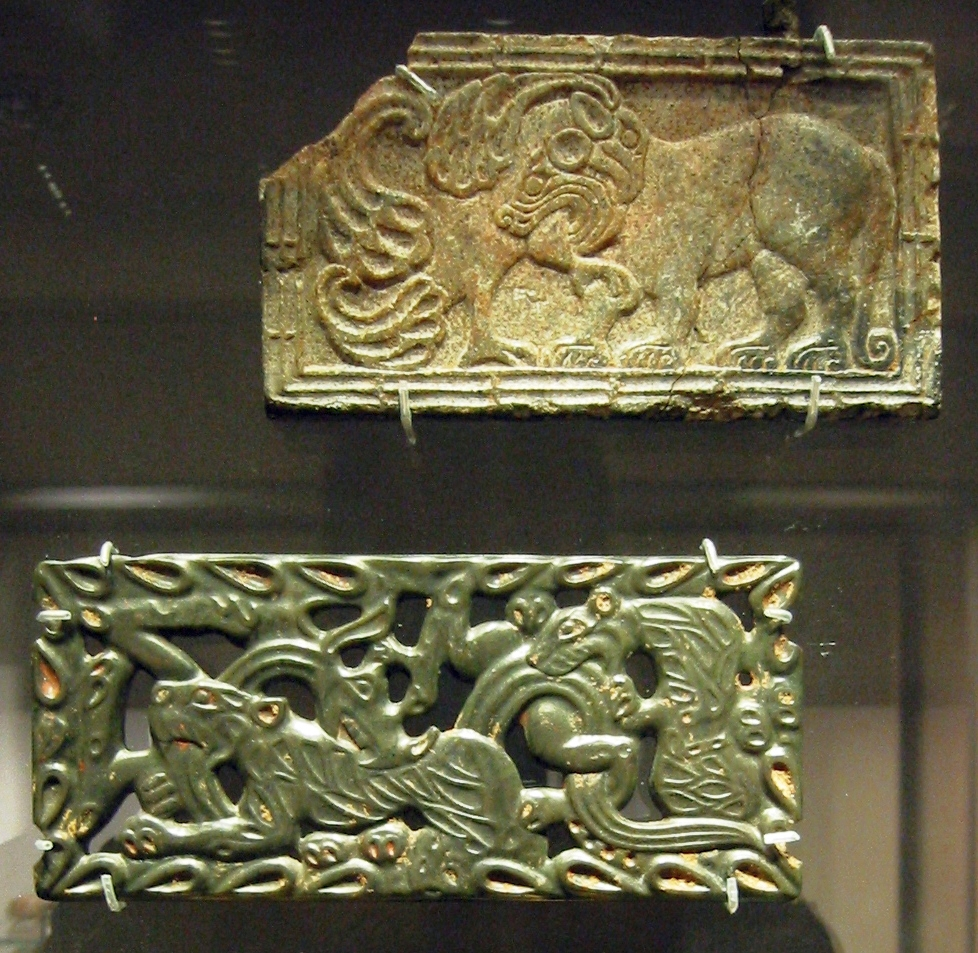
Chinesische Jade- und Steatitplaketten 4./3. Jh. v. Chr.

Das Reich teilte sich in 9 Provinzen und ca. 1700 Lehen. Es gab 5 Rangklassen von Lehnsherren, eine Hofhaltung mit königlichen Inspektionsreisen und ein diplomatisches Protokoll für den Umgang zwischen dem König und seinen Lehnsherren. Drei Großherzöge und sechs Minister fungierten als Staatsverwaltung.
Die Macht der Lehnsherren richtete sich nach der Anzahl ihrer (Streit-)Wagen, ihren religiösen Privilegien (Opfer, Tänze, Hymnen), dem Alter ihrer Traditionen, ihrer Beziehung zum Königshaus und natürlich ihrem Reichtum. Bronzegefäße dienten dem Ahnenkult, ihre Inschriften enthielten Hinweise auf den Rang der betreffenden Familie. Insgesamt betrachtet wurde der Zusammenhalt des Staates durch ein komplexes System der Kulthierarchien und Riten bestimmt.
Es gab Steuern („mittleres Quadrat“), Frondienste (3 von 10 Tagen) und Kriegsdienste. Im 6. Jahrhundert. v. Chr. verzeichnet man beispielsweise die Agrarsteuer in den Teilstaaten Lu und Zheng, Waffen und Getreideabgaben ersetzten den Kriegsdienst. Dies war ein Gegensatz zur Yin-Zeit, in der das Volk weniger mit Frondiensten und Steuern belastet worden war, und erklärte sich aus den ständigen Auseinandersetzungen der großen Familien.
Die Gesetze wurden nun in Bronze geschrieben, allerdings hatte man nur wenige Beamte zu ihrer Überwachung. Man begnügte sich mit der Statuierung von Exempeln.
Die Philosophie erblühte durch Laozi, Konfuzius, Mengzi, Mo Zi, besonders zur Zeit der Frühlings- und Herbstannalen und der Zeit der Streitenden Reiche aufgrund der schwierigen Verhältnisse. Wandernde Berater (allein schon Konfuzius hatte 72 bedeutende Schüler) versuchten die Teilstaaten effektiver zu organisieren und den inneren Frieden zu festigen.
Die straffere Organisation der Herzogtümer führte im 4. und 3. Jhd. v. Chr. auch zu einem wirtschaftlichen Aufschwung und technischen Neuerungen. Die Landwirtschaft wurde intensiviert, man verwendete Dünger, gegossene Eisenwerkzeuge (Eisenguss 513 v. Chr. nachgewiesen) und das Brustgurtgeschirr, was den Zugtieren nicht mehr die Luftröhre abdrückte. Ferner unterschied man mehrere Bodenarten, be- und entwässerte in großen Anlagen, deren Konstrukteure auch namentlich überliefert sind.
Infolgedessen nahm die Bevölkerungszahl im Gegensatz zur frühen Zhou-Zeit zu. Auch die Art der Kriegsführung wandelte sich vom ritualisierten Privileg des Adels zum gewissenlosen Einsatz großer Bauernheere, die mehr als 100 000 Mann umfassen konnten. In diesem geänderten Umfeld formten sich die Machtgrundlagen der künftigen Qin-Dynastie.

## Könige der Zhou-Zeit
| Persönlicher Name | Postumer Name        | Regierungszeit 1           | geläufiger Name                                                              |
| --- | -------------------- | -------------------------- | ---------------------------------------------------------------------------- |
| Ji Fa 姬發 | Wuwang 武王          | 1046 v. Chr.–1043 v. Chr.1 | Zhou Wuwang (König Wu)                                                       |
| Ji Song 姬誦 | Chengwang 成王       | 1042 v. Chr.–1021 v. Chr.1 | Zhou Chengwang (König Cheng)                                                 |
| Ji Zhao 姬釗 | Kangwang 康王        | 1020 v. Chr.–996 v. Chr.1  | Zhou Kangwang (König Kang)                                                   |
| Ji Xia 姬瑕 | Zhaowang 昭王        | 995 v. Chr.–977 v. Chr.1   | Zhou Zhaowang (König Zhao)                                                   |
| Ji Man 姬滿 | Muwang 穆王          | 976 v. Chr.–922 v. Chr.1   | Zhou Muwang (König Mu)                                                       |
| Ji Yihu 姬繄扈 | Gongwang 共王        | 922 v. Chr.–900 v. Chr.1   | Zhou Gongwang (König Gong)                                                   |
| Ji Jian 姬囏 | Yiwang 懿王          | 899 v. Chr.–892 v. Chr.1   | Zhou Yiwang (König Yi)                                                       |
| Ji Pifang 姬辟方 | Xiaowang 孝王        | 891 v. Chr.–886 v. Chr.1   | Zhou Xiaowang (König Xiao)                                                   |
| Ji Xie 姬燮 | Yiwang 夷王          | 885 v. Chr.–878 v. Chr.1   | Zhou Yiwang (König Yi)                                                       |
| Ji Hu 姬胡 | Liwang 厲王          | 877 v. Chr.–841 v. Chr.1   | Zhou Liwang (König Li)                                                       |
| | Gonghe (Regent) 共和 | 841 v. Chr.–828 v. Chr.    | Gonghe                                                                       |
| Ji Jing 姬靜 | Xuanwang 宣王        | 827 v. Chr.–782 v. Chr.    | Zhou Xuanwang (König Xuan)                                                   |
| Ji Gongsheng 姬宮湦 | Youwang 幽王         | 781 v. Chr.–771 v. Chr.    | Zhou Youwang (König You)                                                     |
| Ende der Westlichen Zhou / Anfang der Östlichen Zhou |                      |                            |                                                                              |
| Ji Yijiu 姬宜臼 | Pingwang 平王        | 770 v. Chr.–720 v. Chr.    | Zhou Pingwang (König Ping)                                                   |
| Ji Lin 姬林 | Huanwang 桓王        | 719 v. Chr.–697 v. Chr.    | Zhou Huanwang (König Huan)                                                   |
| Ji Tuo 姬佗 | Zhuangwang 莊王      | 696 v. Chr.–682 v. Chr.    | Zhou Zhuangwang (König Zhuang)                                               |
| Ji Huqi 姬胡齊 | Xiwang 釐王          | 681 v. Chr.–677 v. Chr.    | Zhou Xiwang (König Xi)                                                       |
| Ji Lang 姬閬 | Huiwang 惠王         | 676 v. Chr.–652 v. Chr.    | Zhou Huiwang (König Hui)                                                     |
| Ji Zheng 姬鄭 | Xiangwang 襄王       | 651 v. Chr.–619 v. Chr.    | Zhou Xiangwang (König Xiang)                                                 |
| Ji Renchen 姬壬臣 | Qingwang 頃王        | 618 v. Chr.–613 v. Chr.    | Zhou Qingwang (König Qing)                                                   |
| Ji Ban 姬班 | Kuangwang 匡王       | 612 v. Chr.–607 v. Chr.    | Zhou Kuangwang (König Kuang)                                                 |
| Ji Yu 姬瑜 | Dingwang 定王        | 606 v. Chr.–586 v. Chr.    | Zhou Dingwang (König Ding)                                                   |
| Ji Yi 姬夷 | Jianwang 簡王        | 585 v. Chr.–572 v. Chr.    | Zhou Jianwang (König Jian)                                                   |
| Ji Xiexin 姬泄心 | Lingwang 靈王        | 571 v. Chr.–545 v. Chr.    | Zhou Lingwang (König Ling)                                                   |
| Ji Gui 姬貴 | Jingwang 景王        | 544 v. Chr.–521 v. Chr.    | Zhou Jingwang (König Jing)                                                   |
| Ji Meng 姬猛 | Daowang 悼王         | 520 v. Chr.                | Zhou Daowang (König Dao)                                                     |
| Ji Gai 姬丐 | Jingwang 敬王        | 519 v. Chr.–476 v. Chr.    | Zhou Jingwang (König Jing)                                                   |
| Ji Ren 姬仁 | Yuanwang 元王        | 475 v. Chr.–469 v. Chr.    | Zhou Yuanwang (König Yuan)                                                   |
| Ji Jie 姬介 | Zhendingwang 貞定王  | 468 v. Chr.–442 v. Chr.    | Zhou Zhendingwang (König Zhending)                                           |
| Ji Quji 姬去疾 | Aiwang 哀王          | 441 v. Chr.                | Zhou Aiwang (König Ai)                                                       |
| Ji Shu 姬叔 | Siwang 思王          | 441 v. Chr.                | Zhou Siwang (König Si)                                                       |
| Ji Wei 姬嵬 | Kaowang 考王         | 440 v. Chr.–426 v. Chr.    | Zhou Kaowang (König Kao)                                                     |
| Ji Wu 姬午 | Weiliewang 威烈王    | 425 v. Chr.–402 v. Chr.    | Zhou Weiliewang (König Weilie)                                               |
| Ji Jiao 姬驕 | Anwang 安王          | 401 v. Chr.–376 v. Chr.    | Zhou Anwang (König An)                                                       |
| Ji Xi 姬喜 | Liewang 烈王         | 375 v. Chr.–369 v. Chr.    | Zhou Liewang (König Lie)                                                     |
| Ji Bian 姬扁 | Xianwang 顯王        | 368 v. Chr.–321 v. Chr.    | Zhou Xianwang (König Xian)                                                   |
| Ji Ding 姬定 | Shenjingwang 慎靚王  | 320 v. Chr.–315 v. Chr.    | Zhou Shenjingwang (König Shenjing)                                           |
| Ji Yan 姬延 | Nanwang 赧王         | 314 v. Chr.–256 v. Chr.    | Zhou Nanwang (König Nan)                                                     |
| Ji Jié | Huiwang 惠王         | 255 v. Chr.–249 v. Chr.    | Zhou Huiwang (König Hui (II.) = Herzog Wen: nie anerkannter Thronprätendent) |
| 1 Die erste allgemein akzeptierte Jahreszahl ist 841 v. Chr. Die Jahreszahlen davor sind nicht gesichert und umstritten. Die hier angegebenen Jahreszahlen stammen von dem von der chinesischen Regierung initiierten Chronologischen Projekt Xia-Shang-Zhou, das im Jahre 2000 diese Zahlen veröffentlicht hat; sie dienen hier lediglich als Referenz. |                      |                            |                                                                              |